# 吉原英雄
吉原 英雄（よしはら ひでお、1931年（昭和6年）1月3日 - 2007年（平成19年）1月13日）は、日本の画家、版画家。

## 人物
広島県因島市出身。大阪府立天王寺高等学校卒業。京都市立芸術大学名誉教授。2007年に膵臓癌のため死去。
初期にはリトグラフの制作を行なうが、後にリトグラフと銅版を併用した。女性や静物などをモチーフとし、臨場感のある虚構空間を描き出すことで知られる。作品は現代人の不安や心理的真空感を反映したものと評される。

## 略歴
- 1931年（昭和6年） - 後に因島市となる地域に生まれる。
- 1950年（昭和25年） - 大阪市立美術研究所・洋画部に学ぶ。
- 1952年（昭和27年） - 遠縁にあたる吉原治良に師事。
- 1954年（昭和29年） - ゲンビ展に出展。具体美術協会の創立に参加。
- 1955年（昭和30年） - 具体美術協会を退会し、デモクラート美術家協会へ移籍。
- 1968年（昭和43年） - 第6回国際版画ビエンナーレ招待出品、文部大臣賞受賞。
- 1969年（昭和44年） - 第9回現代日本美術展ブリヂストン美術館賞受賞。
- 1970年（昭和45年） - 第20回芸術選奨新人賞受賞。
- 1978年（昭和53年） - 京都市立芸術大学教授に就任。
- 1994年（平成6年） - 紫綬褒章受章。
- 1995年（平成7年） - 京都市文化功労者の顕彰を受ける。
- 1996年（平成8年） - 京都市立芸術大学を停年退官し、名誉教授に就任。
- 2002年（平成14年） - 勲三等瑞宝章を受勲。
- 2003年（平成15年） - 大阪市文化功労者の顕彰を受ける。
- 2007年（平成19年） - 膵臓癌のため死去。享年76。死後、従四位に叙された。

## 親族
- 吉原英里 - 長女[2]、銅版画家。
- 吉原治良 - 遠戚、具体美術協会創始者。
- 吉原通雄 - 治郎息子、芸術家。

## 著作
- 『吉原英雄のリトグラフ』 河出書房新社 1995年11月 ISBN 4-309-71684-9